# Brachistosternus galianoae
Espèce
Brachistosternus galianoae est une espèce de scorpions de la famille des Bothriuridae.

## Distribution
Cette espèce est endémique du département d'Oruro en Bolivie. Elle se rencontre dans le parc national Sajama.

## Description
Le mâle holotype mesure 31,25 mm et la femelle paratype 39,3 mm

## Étymologie
Cette espèce est nommée en l'honneur de María Elena Galiano.

## Publication originale
- Ojanguren Affilastro, 2002 : Brachistosternus galianoae (Scorpiones, Bothriuridae), una nueva especie de Bolivia. Revista del Museo Argentino de Ciencias Naturales, vol. 4, no 1, p. 104–109 (texte intégral).